# 122ª Brigata di difesa territoriale
La 122ª Brigata autonoma di difesa territoriale (in ucraino 122-га окрема бригада територіальної оборони?, 122-ha okrema bryhada terytorial'noї oborony, unità militare А7051) è la principale unità delle Forze di difesa territoriale dell'Ucraina dell'oblast' di Odessa, subordinata al Comando operativo "Sud" delle Forze terrestri.

## Storia
La brigata è stata creata il 30 giugno 2018, con i primi riservisti che hanno prestato giuramento al popolo ucraino il 12 dicembre. Il 21 settembre 2020 si sono svolte esercitazioni militari su vasta scala nell'ambito dell'esercitazione "Joint Forces", coinvolgendo oltre 600 residenti. Nel febbraio 2022 è stata organizzata una sessione di addestramento simulando il respingimento di un'invasione della città di Odessa.
L'unità è stata mobilitata in seguito all'invasione russa dell'Ucraina del 2022, fortificando la città per prevenire un possibile sbarco navale nemico. Due battaglioni della brigata (180º e 181º) sono stati schierati lungo il confine con la Transnistria. Il 14 ottobre 2022 ha ricevuto la bandiera di guerra. Nel marzo 2023 elementi dell'unità sono stati impiegati nella difesa della città di Bachmut.

## Struttura
- Comando di brigata[8]
- 180º Battaglione di difesa territoriale (Podil's'k, unità militare А7346)[9]
- 181º Battaglione di difesa territoriale (Rozdil'na, unità militare А7347)[10]
- 182º Battaglione di difesa territoriale (Bilhorod-Dnistrovs'kyj, unità militare А7348)[11]
- 183º Battaglione di difesa territoriale (Čornomors'k, unità militare А7349)[12]
- 184º Battaglione di difesa territoriale (Bolhrad, unità militare А7350)[13]
- 185º Battaglione di difesa territoriale (Južne, unità militare А7351)[14]
- 211º Battaglione di difesa territoriale (Izmaïl, unità militare А7380)[15]
- Compagnia sistemi senza pilota
- Unità di supporto

## Comandanti
- Colonnello Oleh Berezovs'kyj (2018 - 2022)[16]
- Colonnello Serhij Ščerbina (2022 - ottobre 2024)[17]
- Tenente colonnello Denys Nosikov (ottobre 2024 - in carica)[18]